# Таблиця медалей літніх Олімпійських ігор 1900
2-гі літні Олімпійські ігри   які пройшлм Парижі, Франція з 14 травня по 28 жовтня.
Це повний медальний залік літніх Олімпійських ігор 1900, впорядкований за кількістю золотих медалей. 
На Іграх вручалися лише срібні медалі за перші місця та бронзові за другі. Володарі третіх місць не нагороджувалися, проте пізніше МОК умовно розподілив бронзові медалі по країнах. Багатьом спортсменам взагалі не вручалися медалі  — вони отримували кубки та інші подібні призи.
| Місце  | Країна                | Золото | Срібло | Бронза | Загалом |
| ------ | --------------------- | ------ | ------ | ------ | ------- |
| 1      | Франція (FRA)         | 26     | 41     | 34     | 101     |
| 2      | США (USA)             | 19     | 14     | 14     | 47      |
| 3      | Велика Британія (GBR) | 15     | 6      | 9      | 30      |
| 4      | Змішана команда (ZZX) | 6      | 3      | 3      | 12      |
| 5      | Швейцарія (SUI)       | 6      | 2      | 1      | 9       |
| 6      | Бельгія (BEL)         | 5      | 5      | 5      | 15      |
| 7      | Німеччина (GER)       | 4      | 2      | 2      | 8       |
| 8      | Італія (ITA)          | 2      | 2      | 0      | 4       |
| 9      | Австралія (AUS)       | 2      | 0      | 3      | 5       |
| 10     | Данія (DEN)           | 1      | 3      | 2      | 6       |
| 10     | Угорщина (HUN)        | 1      | 3      | 2      | 6       |
| 12     | Куба (CUB)            | 1      | 1      | 0      | 2       |
| 13     | Канада (CAN)          | 1      | 0      | 1      | 2       |
| 14     | Іспанія (ESP)         | 1      | 0      | 0      | 1       |
| 15     | Австрія (AUT)         | 0      | 3      | 3      | 6       |
| 16     | Норвегія (NOR)        | 0      | 2      | 3      | 5       |
| 17     | Індія (IND)           | 0      | 2      | 0      | 2       |
| 18     | Нідерланди (NED)      | 0      | 1      | 3      | 4       |
| 19     | Богемія (BOH)         | 0      | 1      | 1      | 2       |
| 20     | Мексика (MEX)         | 0      | 0      | 1      | 1       |
| 20     | Швеція (SWE)          | 0      | 0      | 1      | 1       |
| Всього | Всього                | 90     | 90     | 88     | 268     |